# Čistá (Rakovníki járás)
Čistá település Csehországban, Rakovníki járásban. Čistá Žďár, Vysoká Libyně, Kralovice, Kožlany, Šípy, Václavy, Velká Chmelištná, Zavidov, Drahouš, Všesulov és Břežany településekkel határos. Lakosainak száma 891 fő (2024. január 1.).

## Népesség
A település lakosságának változását az alábbi diagram mutatja:
| Lakosok száma | 2843 | 2704 | 2398 | 1371 | 1044 | 920  | 870  | 868  | 884  | 891  |
|               | 1869 | 1890 | 1921 | 1950 | 1980 | 2001 | 2017 | 2019 | 2022 | 2024 |